# Тридцать секунд над Токио
Тридцать секунд над Токио — военный фильм 1944 года производства Метро-Голдвин-Майер.

## Сюжет
Фильм основан на реальных событиях первого ответного авиаудара Америки против Японии спустя четыре месяца после японского нападения на Пёрл-Харбор в декабре 1941 года. Сценарий основывается на книге 1943 года с тем же заглавием капитана Тэда У. Лоусона, лётчика, принимавшего участие в том налёте. В книге, равно как и в фильме, Лоусон рассказывает о процессе обучения, ходе задания и его последствиях, пережитых его экипажем и другими участниками налёта Дуллитла 18 апреля 1942 года.

## В ролях
- Ван Джонсон — лейтенант Тэд У. Лоусон (англ. Ted W. Lawson)
- Роберт Уокер — капрал Дэвид Дж. Тэтчер (англ. David J. Thatcher)
- Спенсер Трейси — подполковник Джеймс Дулиттл
- Дон Дефор — лейтенант МакКлюр
- Филлис Такстер — Эллен Лоусон
- Селена Ройл — миссис Рейнолдс
- Луис Джин Хейдт — лейтенант ВМС Генри Миллер
- Билл Уильямс — Бад Фелтон
- Моррис Анкрум — адмирал Уильям Ф. Хэлси, капитан «Хорнета» (в титрах не указан)
- Морони Олсен — генерал (в титрах не указан)

## Критика
Критик Босли Кроутер из New York Times сразу после выхода фильма дал рецензию, которая стала общепринятым мнением: «наш первый налёт на Японию в апреле 1942 года описан здесь с великолепной честностью и драматическим красноречием». Сейчас его рассматривают как «классический авиационный и военный фильм».

## Кинонаграды
- Премия «Оскар» 1945 года — приз за лучшие спецэффекты;
- Премия «Оскар» — номинация за лучшую операторскую работу в чёрно-белом формате.[3]